# Гранари (Ријети)
Гранари је насеље у Италији у округу Ријети, региону Лацио.
Према процени из 2011. у насељу је живело 290 становника. Насеље се налази на надморској висини од 206 м.